# Turold
Turold é o suposto autor da Canção de Rolando, e o nome de um personagem que aparece na Tapeçaria de Bayeux.
Turoldus é o nome que aparece no último verso da mais antiga versão da Canção de Rolando (manuscrito de Oxford, composto em dialeto anglo-normando por volta de 1090 Ci falt la geste que Turoldus declinet (verso cuja tradução segue motivo de debate entre os especialistas há séculos, mas que segundo alguns indicaria a autoria da canção). 

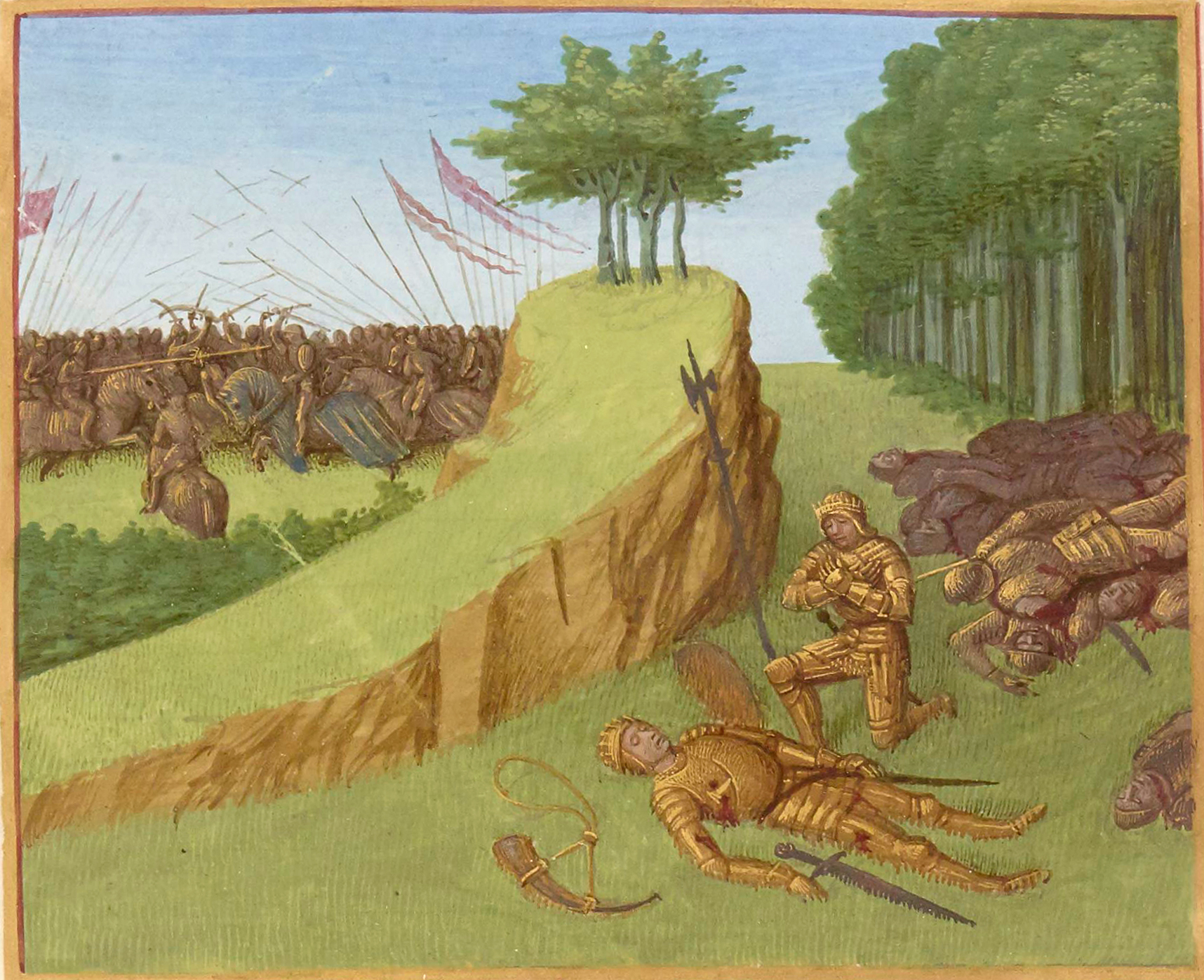
A morte de Roland na Batalha de Roncevaux, por Jean Fouquet.

O nome Turold sugere que este escritor seja de origem normanda. Há indícios de que o Turold da canção e o citado na Tapeçaria de Bayeux sejam a mesma pessoa. A dúvida seria se Turold é o mensageiro que fala a Gui de Ponthieu ou o trovador ao fundo que segura dois cavalos pelas rédeas.
Sua presença na tapeçaria indica provavelmente um laço estreito com a diocese de Bayeux e seu bispo Odon de Bayeux. 